# Stanisław Miński
Stanisław Miński herbu Prus III (ur. ok. 1561, zm. 1607 w Padwie) – podkanclerzy koronny w 1606 roku, wojewoda łęczycki w 1590 roku, kasztelan zakroczymski i liwski w 1588 roku, starosta osmoliński w 1588 roku, starosta liwski w 1591 roku, starosta tyszowiecki w 1594 roku, starosta płocki w 1595 roku, starosta sannicki w 1595 roku, przedstawiciel dyplomatyczny Rzeczypospolitej w Państwie Kościelnym w 1594 roku.
Syn Kaspra, wojskiego warszawskiego i Doroty Goryńskiej z Ojrzanowa. Pochodził z rodziny szlacheckiej osiadłej na Mazowszu. Posiadał duży folwark i pałac w Mińsku Mazowieckim, ufundował ceglany kościół pw. Narodzenia NMP (dziś biały w centrum miasta).
Początkowo kształcił się w Polsce, m.in. w Kolegium Jezuitów w Pułtusku. Po rychłej śmierci rodziców został oddany w opiekę biskupa krakowskiego Franciszka Krasińskiego. Z woli biskupa płockiego Piotra Dunina Wolskiego, dobroczyńcy pułtuskiej uczelni, Miński odbył podróż do Włoch. Po powrocie do Rzeczypospolitej rozpoczął działalność na dworze królewskim. W 1583 zawarł związek małżeński z Urszulą Dembińską, córką kasztelana krakowskiego Walentego Dembińskiego.
Był posłem województwa mazowieckiego na sejm 1578 roku.
W trakcie bezkrólewia 1587  Stanisław Miński należał do stronnictwa kanclerza koronnego Jana Zamoyskiego i opowiadał się za kandydaturą na tron Zygmunta III Wazy. Rychło jednak porzucił otoczenie wszechwładnego magnata i stał się bliskim współpracownikiem nowego króla, na co duży wpływ miał żarliwy katolicyzm Mińskiego. Już w 1588 Miński został kasztelanem liwskim, w tym samym jeszcze roku awansował na kasztelana zakroczymskiego. W 1589 roku był sygnatariuszem ratyfikacji traktatu bytomsko-będzińskiego na sejmie pacyfikacyjnym. W 1590 został wyznaczony na jednego z komisarzy do ratyfikacji traktatu będzińsko-bytomskiego i jednocześnie objął godność wojewody łęczyckiego. W pełni popierał tajne plany Zygmunta III Wazy wyjazdu do Szwecji i przekazania tronu polskiego w ręce Habsburgów. Gdy sprawa wyszła na jaw, gorliwie bronił króla na sejmach przeciwko opozycji kanclerza Zamoyskiego.
W 1593 Stanisław Miński posłował do Rzymu w celu przedstawienia papieżowi Klemensowi VIII obediencji i dla pomyślnego załatwienia sprawy kanonizacji Jacka Odrowąża. Misja została zakończona powodzeniem, a papież kanonizował Odrowąża 17 kwietnia 1593. Z podróży do Włoch Miński pozostawił rady dyplomatyczne i praktyczne w dziełku pt. Sposób odprawowania poselstwa do Rzymu. Za zasługi i wydatki związane z poselstwem król obdarował go starostwami tyszowieckim i płockim oraz licznymi dobrami na Kujawach i w Wielkopolsce.
Stanisław Miński gorliwie wypełniał obowiązki senatorskie, uczestnicząc w sejmach Rzeczypospolitej i w wielu komisjach sejmowych. M.in. w 1596 przyjmował jako komisarz senatorski poselstwo cesarza Rudolfa II, a w 1604 był członkiem komisji menniczej. W 1605 przewodniczył grupie senatorów witającej w Krakowie arcyksiężnę Konstancję Habsburżankę, żonę Zygmunta III Wazy. 1 kwietnia 1606 król oddał mu pieczęć podkanclerzego koronnego.
Po wybuchu rokoszu Zebrzydowskiego Miński wraz z biskupem krakowskim Piotrem Tylickim posłował do obozu zbuntowanej szlachty, jednak nie udało się osiągnąć kompromisu. Krótko potem podkanclerzy ciężko zachorował i z woli króla wyjechał dla kuracji do wód leczniczych w pobliżu Neapolu we Włoszech. 
Przyjął prawo miejskie w Krakowie.
Z powodu napiętej sytuacji politycznej w Rzeczypospolitej wezwany przez monarchę do powrotu zmarł podczas podróży w Padwie 21 lipca 1607. Pochowany został w kościele św. Antoniego. Pozostawił cztery córki: Barbarę, Annę, Dorotę i Zofię.
Posiadał połowę miasta Mińsk oraz wsie: Kędzirak, Wólka Czarna, Łaziska, Rządza, Przytoka, Rudno, Oleksin, Podgórzno, Kazubicza w ziemi czerskiej, Zatory, Wola Zatorska w ziemi nurskiej, Kobyłka, Turowo w ziemi warszawskiej, Tarnówko i część wsi Osęka w ziemi liwskiej